# L'Opéra Garnier

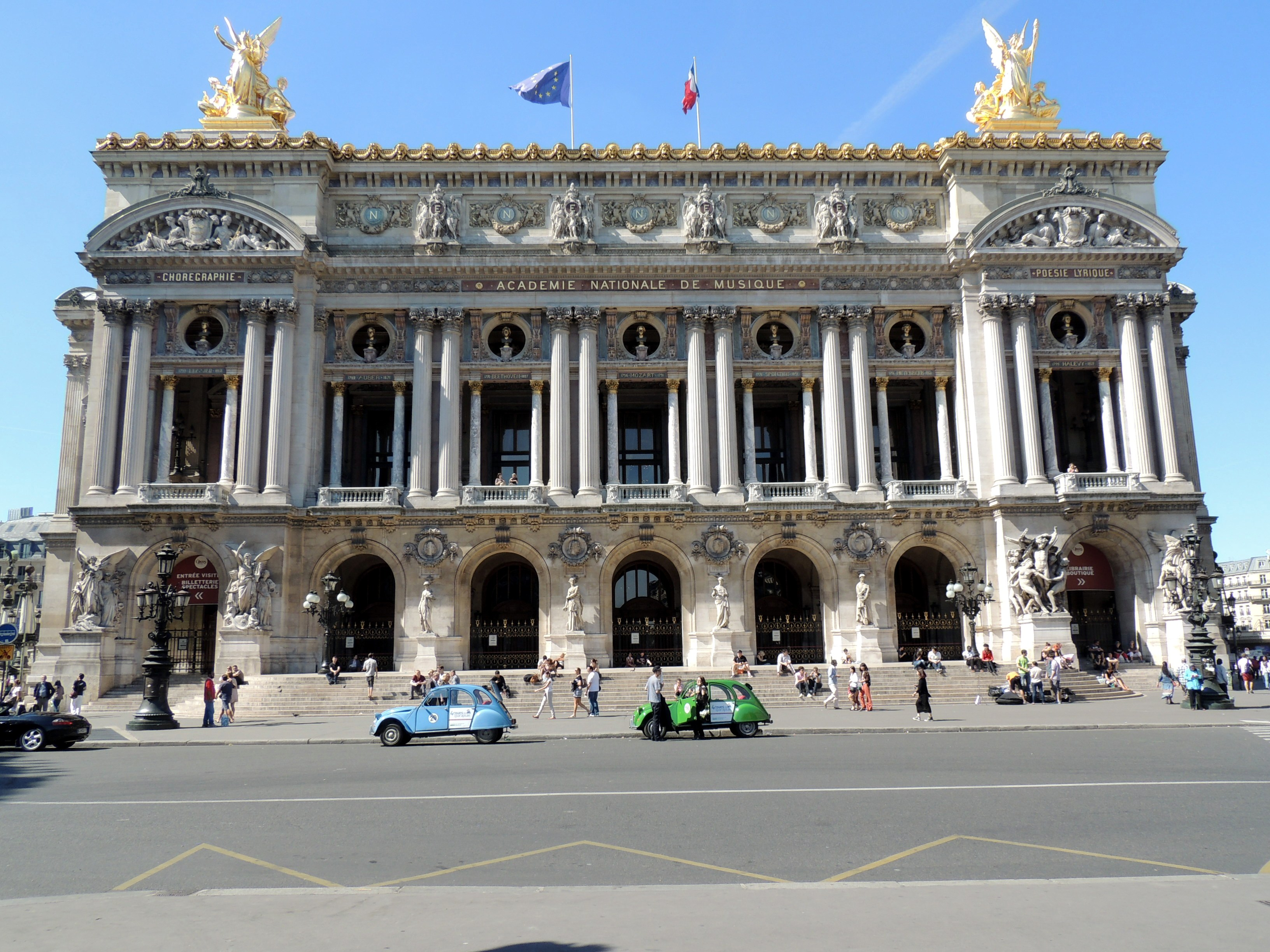
Operans fasad.

Paris operahus, även kallat L'Opéra Garnier eller Palais Garnier (franska: [palɛ ɡaʁnje]
 ( lyssna)), är det äldre av Paris två nuvarande operahus. Byggnaden blev 1875 lokal åt Parisoperan. 
Operahuset ritades av den franske arkitekten Charles Garnier och uppfördes mellan 1861 och 1874. Det invigdes den 5 januari 1875 och ersatte det äldre operahuset Salle Le Peletier som 1873 förstörts i en brand. Stilen är monumental nybarock. Garnier fick dock kritik för den överdrivna ornamentiken. I Paris operahus utspelas den klassiska varianten av Fantomen på Operan.
Idag har all operaverksamhet flyttats till den nya operan, Opéra Bastille, men det gamla operahuset använts fortfarande för Parisoperans baletts balettuppsättningar.